# Preliminariile Campionatului European de Fotbal 2000
Preliminariile Campionatului European de Fotbal 2000 au avut loc între anii 1998 și 1999. 49 de echipe împărțite în 9 grupe au participat.
Belgia și Olanda s-au calificat automat la turneu în calitate de țări organizatoare.

## Tragerea la sorți
Tragerea la sorți a avut loc pe 18 ianuarie 1998, în Gent, Belgia. Germania a fost pusă în prima urnă valorică în calitate de deținătoare actuală a trofeului. Celelalte echipe au fost repartizate în baza punctajului obținut în calificările pentru Euro 1996 și Campionatul Mondial de Fotbal 1998. De notat:
- Întrucât Franța nu a trecut prin calificări pentru Campionatul Mondial din 1998, fiind calificată ca gazdă, doar rezultatele ei din Preliminariile Campionatului European de Fotbal 1996 au fost luate în considerație.
- Întrucât Anglia nu a trecut prin calificări pentru Euro 1996 fiind calificată ca gazdă, doar rezultatele ei din Campionatul Mondial de Fotbal 1998 au fost luate în considerație.
- Bosnia și Herțegovina nu a participat niciodată la Campionatele Europene, prin urmare s-au luat în considerație doar rezultatele lor din calificările pentru Campionatul Mondial 1998.
- Iugoslavia a fost inerzisă la Euro 1996, prin urmare s-au luat în considerație doar rezultatele lor din calificările pentru Campionatul Mondial 1998.
- Aceasta a fost prima ediție de calificări pentru Andorra.

| Urna 1                                                                                    | Urna 2                                                                                   | Urna 3                                                                                             | Urna 4 | Urna 5 |
| ----------------------------------------------------------------------------------------- | ---------------------------------------------------------------------------------------- | -------------------------------------------------------------------------------------------------- | --- | --- |
| Germania · Spania · România · Rusia · Anglia · Scoția · RF Iugoslavia · Italia · Norvegia | Bulgaria · Croația · Danemarca · Portugalia · Austria · Franța · Cehia · Turcia · Grecia | Republica Irlanda · Elveția · Suedia · Lituania · Ucraina · Slovacia · Finlanda · Israel · Georgia | Polonia · Ungaria · Irlanda de Nord · Bosnia și Herțegovina · Letonia · Macedonia de Nord · Cipru · Țara Galilor · Islanda | Belarus · Slovenia · Armenia · Albania · Insulele Feroe · Luxemburg · Republica Moldova · Azerbaidjan · Estonia · Malta · Liechtenstein · San Marino · Andorra |

### Grupa 1
| Echipa       | M | V | R | Î | GM | GP | GD | Pt |
| ------------ | - | - | - | - | -- | -- | -- | -- |
| Italia       |   | 4 | 3 | 1 | 13 | 5  | +8 | 15 |
| Danemarca    |   | 4 | 2 | 2 | 11 | 8  | +3 | 14 |
| Elveția      |   | 4 | 2 | 2 | 9  | 5  | +4 | 14 |
| Țara Galilor |   | 3 | 0 | 5 | 7  | 16 | −9 | 9  |
| Belarus      |   | 0 | 3 | 5 | 4  | 10 | −6 | 3  |

|              | Belarus | Danemarca | Italia | Elveția | Țara Galilor |
| ------------ | ------- | --------- | ------ | ------- | ------------ |
| Belarus      | –       | 0–0       | 0–0    | 0–1     | 1–2          |
| Danemarca    | 1–0     | –         | 1–2    | 2–1     | 1–2          |
| Italia       | 1–1     | 2–3       | –      | 2–0     | 4–0          |
| Elveția      | 2–0     | 1–1       | 0–0    | –       | 2–0          |
| Țara Galilor | 3–2     | 0–2       | 0–2    | 0–2     | –            |

### Grupa 2
| Echipa   | M | V | R | Î | GM | GP | GD  | Pt |
| -------- | - | - | - | - | -- | -- | --- | -- |
| Norvegia |   | 8 | 1 | 1 | 21 | 9  | +12 | 25 |
| Slovenia |   | 5 | 2 | 3 | 12 | 14 | −2  | 17 |
| Grecia   |   | 4 | 3 | 3 | 13 | 8  | +5  | 15 |
| Letonia  |   | 3 | 4 | 3 | 13 | 12 | +1  | 13 |
| Albania  |   | 1 | 4 | 5 | 8  | 14 | −6  | 7  |
| Georgia  |   | 1 | 2 | 7 | 8  | 18 | −10 | 5  |

|          | Albania | Georgia | Grecia | Letonia | Norvegia | Slovenia |
| -------- | ------- | ------- | ------ | ------- | -------- | -------- |
| Albania  | –       | 2–1     | 0–0    | 3–3     | 1–2      | 0–1      |
| Georgia  | 1–0     | –       | 1–2    | 2–2     | 1–4      | 1–1      |
| Grecia   | 2–0     | 3–0     | –      | 1–2     | 0–2      | 2–2      |
| Letonia  | 0–0     | 1–0     | 0–0    | –       | 1–2      | 1–2      |
| Norvegia | 2–2     | 1–0     | 1–0    | 1–3     | –        | 4–0      |
| Slovenia | 2–0     | 2–1     | 0–3    | 1–0     | 1–2      | –        |

### Grupa 3
| Echipa            | M | V | R | Î | GM | GP | GD  | Pt |
| ----------------- | - | - | - | - | -- | -- | --- | -- |
| Germania          |   | 6 | 1 | 1 | 20 | 4  | +16 | 19 |
| Turcia            |   | 5 | 2 | 1 | 15 | 6  | +9  | 17 |
| Finlanda          |   | 3 | 1 | 4 | 13 | 13 | +0  | 10 |
| Irlanda de Nord   |   | 1 | 2 | 5 | 4  | 19 | −15 | 5  |
| Republica Moldova |   | 0 | 4 | 4 | 7  | 17 | −10 | 4  |

|                   | Finlanda | Germania | Republica Moldova | Irlanda de Nord | Turcia |
| ----------------- | -------- | -------- | ----------------- | --------------- | ------ |
| Finlanda          | –        | 1–2      | 3–2               | 4–1             | 2–4    |
| Germania          | 2–0      | –        | 6–1               | 4–0             | 0–0    |
| Republica Moldova | 0–0      | 1–3      | –                 | 0–0             | 1–1    |
| Irlanda de Nord   | 1–0      | 0–3      | 2–2               | –               | 0–3    |
| Turcia            | 1–3      | 1–0      | 2–0               | 3–0             | –      |

### Grupa 4
| Echipa  | M | V | R | Î  | GM | GP | GD  | Pt |
| ------- | - | - | - | -- | -- | -- | --- | -- |
| Franța  |   | 6 | 3 | 1  | 17 | 10 | +7  | 21 |
| Ucraina |   | 5 | 5 | 0  | 14 | 4  | +10 | 20 |
| Rusia   |   | 6 | 1 | 3  | 22 | 12 | +10 | 19 |
| Islanda |   | 4 | 3 | 3  | 12 | 7  | +5  | 15 |
| Armenia |   | 2 | 2 | 6  | 8  | 15 | −7  | 8  |
| Andorra |   | 0 | 0 | 10 | 3  | 28 | −25 | 0  |

|         | Andorra | Armenia | Franța | Islanda | Rusia | Ucraina |
| ------- | ------- | ------- | ------ | ------- | ----- | ------- |
| Andorra | –       | 0–3     | 0–1    | 0–2     | 1–2   | 0–2     |
| Armenia | 3–1     | –       | 2–3    | 0–0     | 0–3   | 0–0     |
| Franța  | 2–0     | 2–0     | –      | 3–2     | 2–3   | 0–0     |
| Islanda | 3–0     | 2–0     | 1–1    | –       | 1–0   | 0–1     |
| Rusia   | 6–1     | 2–0     | 2–3    | 1–0     | –     | 1–1     |
| Ucraina | 4–0     | 2–0     | 0–0    | 1–1     | 3–2   | –       |

### Grupa 5
| Echipa    | M | V | R | Î | GM | GP | GD  | Pt |
| --------- | - | - | - | - | -- | -- | --- | -- |
| Suedia    |   | 7 | 1 | 0 | 10 | 1  | +9  | 22 |
| Anglia    |   | 3 | 4 | 1 | 14 | 4  | +10 | 13 |
| Polonia   |   | 4 | 1 | 3 | 12 | 8  | +4  | 13 |
| Bulgaria  |   | 2 | 2 | 4 | 6  | 8  | −2  | 8  |
| Luxemburg |   | 0 | 0 | 8 | 2  | 23 | −21 | 0  |

|           | Bulgaria | Anglia | Luxemburg | Polonia | Suedia |
| --------- | -------- | ------ | --------- | ------- | ------ |
| Bulgaria  | –        | 1–1    | 3–0       | 0–3     | 0–1    |
| Anglia    | 0–0      | –      | 6–0       | 3–1     | 0–0    |
| Luxemburg | 0–2      | 0–3    | –         | 2–3     | 0–1    |
| Polonia   | 2–0      | 0–0    | 3–0       | –       | 0–1    |
| Suedia    | 1–0      | 2–1    | 2–0       | 2–0     | –      |

### Grupa 6
| Echipa     | M | V | R | Î | GM | GP | GD  | Pt |
| ---------- | - | - | - | - | -- | -- | --- | -- |
| Spania     |   | 7 | 0 | 1 | 42 | 5  | +37 | 21 |
| Israel     |   | 4 | 1 | 3 | 25 | 9  | +16 | 13 |
| Austria    |   | 4 | 1 | 3 | 19 | 20 | −1  | 13 |
| Cipru      |   | 4 | 0 | 4 | 12 | 21 | −9  | 12 |
| San Marino |   | 0 | 0 | 8 | 1  | 44 | −43 | 0  |

|            | Austria | Cipru | Israel | San Marino | Spania |
| ---------- | ------- | ----- | ------ | ---------- | ------ |
| Austria    | –       | 3–1   | 1–1    | 7–0        | 1–3    |
| Cipru      | 0–3     | –     | 3–2    | 4–0        | 3–2    |
| Israel     | 5–0     | 3–0   | –      | 8–0        | 1–2    |
| San Marino | 1–4     | 0–1   | 0–5    | –          | 0–6    |
| Spania     | 9–0     | 8–0   | 3–0    | 9–0        | –      |

### Grupa 7
| Echipa        | M | V | R | Î | GM | GP | GD  | Pt |
| ------------- | - | - | - | - | -- | -- | --- | -- |
| România       |   | 7 | 3 | 0 | 25 | 3  | +22 | 24 |
| Portugalia    |   | 7 | 2 | 1 | 32 | 4  | +28 | 23 |
| Slovacia      |   | 5 | 2 | 3 | 12 | 9  | +3  | 17 |
| Ungaria       |   | 3 | 3 | 4 | 14 | 10 | +4  | 12 |
| Azerbaidjan   |   | 1 | 1 | 8 | 6  | 26 | −20 | 4  |
| Liechtenstein |   | 1 | 1 | 8 | 2  | 39 | −37 | 4  |

|               | Azerbaidjan | Ungaria | Liechtenstein | Portugalia | România | Slovacia |
| ------------- | ----------- | ------- | ------------- | ---------- | ------- | -------- |
| Azerbaidjan   | –           | 0–4     | 4–0           | 1–1        | 0–1     | 0–1      |
| Ungaria       | 3–0         | –       | 5–0           | 1–3        | 1–1     | 0–1      |
| Liechtenstein | 2–1         | 0–0     | –             | 0–5        | 0–3     | 0–4      |
| Portugalia    | 7–0         | 3–0     | 8–0           | –          | 0–1     | 1–0      |
| România       | 4–0         | 2–0     | 7–0           | 1–1        | –       | 0–0      |
| Slovacia      | 3–0         | 0–0     | 2–0           | 0–3        | 1–5     | –        |

### Grupa 8
| Echipa            | M | V | R | Î | GM | GP | GD  | Pt |
| ----------------- | - | - | - | - | -- | -- | --- | -- |
| FR Yugoslavia     |   | 5 | 2 | 1 | 18 | 8  | +10 | 17 |
| Republica Irlanda |   | 5 | 1 | 2 | 14 | 6  | +8  | 16 |
| Croația           |   | 4 | 3 | 1 | 13 | 9  | +4  | 15 |
| Macedonia de Nord |   | 2 | 2 | 4 | 13 | 14 | −1  | 8  |
| Malta             |   | 0 | 0 | 8 | 6  | 27 | −21 | 0  |

|                   | Croația | Macedonia de Nord | Malta | Republica Irlanda | Republica Federală Iugoslavia |
| ----------------- | ------- | ----------------- | ----- | ----------------- | ----------------------------- |
| Croația           | –       | 3–2               | 2–1   | 1–0               | 2–2                           |
| Macedonia de Nord | 1–1     | –                 | 4–0   | 1–1               | 2–4                           |
| Malta             | 1–4     | 1–2               | –     | 2–3               | 0–3                           |
| Republica Irlanda | 2–0     | 1–0               | 5–0   | –                 | 2–1                           |
| FR Yugoslavia     | 0–0     | 3–1               | 4–1   | 1–0               | –                             |

### Grupa 9
| Echipa                | M | V  | R | Î | GM | GP | GD  | Pt |
| --------------------- | - | -- | - | - | -- | -- | --- | -- |
| Cehia                 |   | 10 | 0 | 0 | 26 | 5  | +21 | 30 |
| Scoția                |   | 5  | 3 | 2 | 15 | 10 | +5  | 18 |
| Bosnia și Herțegovina |   | 3  | 2 | 5 | 14 | 17 | −3  | 11 |
| Lituania              |   | 3  | 2 | 5 | 8  | 16 | −8  | 11 |
| Estonia               |   | 3  | 2 | 5 | 15 | 17 | −2  | 11 |
| Insulele Feroe        |   | 0  | 3 | 7 | 4  | 17 | −13 | 3  |

|                       | Bosnia și Herțegovina | Cehia | Estonia | Insulele Feroe | Lituania | Scoția |
| --------------------- | --------------------- | ----- | ------- | -------------- | -------- | ------ |
| Bosnia și Herțegovina | –                     | 1–3   | 1–1     | 1–0            | 2–0      | 1–2    |
| Cehia                 | 3–0                   | –     | 4–1     | 2–0            | 2–0      | 3–2    |
| Estonia               | 1–4                   | 0–2   | –       | 5–0            | 1–2      | 0–0    |
| Insulele Feroe        | 2–2                   | 0–1   | 0–2     | –              | 0–1      | 1–1    |
| Lituania              | 4–2                   | 0–4   | 1–2     | 0–0            | –        | 0–0    |
| Scoția                | 1–0                   | 1–2   | 3–2     | 2–1            | 3–0      | –      |

## Best runner-up
The best runner-up of the entire group phase qualified automatically for the final tournament. To determine the best runner-up, a comparison was made between all of them. Only matches played against teams that finished first, third and fourth were regarded. Matches played against fifth and sixth placed teams were discarded, because some groups had more teams than others.
After the best runner-up was found, all the others (eight of them) entered a random playoff to determine four more teams to qualify.
| Legend                                        |
| --------------------------------------------- |
| Country that advanced to the final tournament |
| Countries that advanced to the play-offs      |

| Grp | Team              | M | W | R | Î | GM | GP | GD | Pt |
| --- | ----------------- | - | - | - | - | -- | -- | -- | -- |
| 7   | Portugalia        | 6 | 4 | 1 | 1 | 11 | 3  | +8 | 13 |
| 3   | Turcia            | 6 | 4 | 1 | 1 | 12 | 5  | +7 | 13 |
| 9   | Scoția            | 6 | 3 | 1 | 2 | 9  | 6  | +3 | 10 |
| 1   | Danemarca         | 6 | 3 | 1 | 2 | 10 | 8  | +2 | 10 |
| 8   | Republica Irlanda | 6 | 3 | 1 | 2 | 6  | 4  | +2 | 10 |
| 4   | Ucraina           | 6 | 2 | 4 | 0 | 6  | 4  | +2 | 10 |
| 6   | Israel            | 6 | 2 | 1 | 3 | 12 | 9  | +3 | 7  |
| 5   | Anglia            | 6 | 1 | 4 | 1 | 5  | 4  | +1 | 7  |
| 2   | Slovenia          | 6 | 2 | 1 | 3 | 6  | 12 | −6 | 7  |

Portugal qualified automatically as best runner-up, beating Turkey  on goal difference.

## Play-offuri
Cele 8 echipe aflate pe locul secund în grupele preliminariilor s-au duelat pentru cele 4 locuri rămase la Campionatul European în sistem play-off
| Echipa 1          | Scor gen. | Echipa 2  | Tur | Retur |
| ----------------- | --------- | --------- | --- | ----- |
| Scoția            | 1–2       | Anglia    | 0–2 | 1–0   |
| Israel            | 0–8       | Danemarca | 0–5 | 0–3   |
| Slovenia          | 3–2       | Ucraina   | 2–1 | 1–1   |
| Republica Irlanda | 1–1 (a)   | Turcia    | 1–1 | 0–0   |

## Echipe calificate
- Belgia
- Țările de Jos
- Italia
- Norvegia
- Germania
- Franța
- Suedia
- Spania
- România
- RF Iugoslavia
- Cehia
- Portugalia
- Anglia
- Danemarca
- Slovenia
- Turcia

## Topul marcatorilor
11 goluri
- Raúl

9 goluri
- Zlatko Zahovic

8 goluri
- João Pinto